# Unchained Melody
Singles de The Righteous Brothers
Just Once in My Life (en)
(1964) Ebb Tide (en)
(1965)
Unchained Melody est une chanson de 1955. Avec plus de 500 versions différentes, elle est l'une des chansons les plus enregistrées du XXe siècle.

## Version originale
Écrite par Hy Zaret (it) et composée par Alex North pour le film Prisons sans chaînes, en 1955, la chanson évoque l'histoire d'un prisonnier qui souffre de l'absence de sa petite amie. Dans la bande originale du film, elle est interprétée par Todd Duncan, qui y joue également le rôle de Bill Howard. 
Unchained Melody est nommée en 1956 dans la catégorie Meilleure chanson lors de la 28e cérémonie des Oscars, mais c'est Love Is a Many-Splendored Thing qui remporte le trophée.

## Reprises à succès
Très rapidement, deux autres versions de Unchained Melody sont enregistrées, l'une par Les Baxter (qui atteint la 1re place), l'autre par Al Hibbler (en) (qui se classe 3e). Roy Hamilton enregistre une version qui atteint la 6e place. Le premier vrai succès vient avec Harry Belafonte, qui l'interprète également lors de la cérémonie des Oscars en 1956.
Une des versions les plus connues du titre est celle créditée aux Righteous Brothers en 1965, interprétée en réalité par le seul Bobby Hatfield en 1965. Elle figure notamment dans la bande originale du film Ghost (1990) ; rééditée à cette occasion, elle se classe no 1 des ventes au Royaume-Uni.
Unchained Melody est la seule chanson à s'être classée quatre fois en tête des ventes au Royaume-Uni par quatre artistes différents : Jimmy Young en 1955, les Righteous Brothers en 1990, Robson & Jerome en 1995, et enfin Gareth Gates en 2002.

## Liste de reprises et adaptations

### Reprises
- Harry Belafonte sur l'album Belafonte (1956)
- Gene Vincent sur l'album Gene Vincent and His Blue Caps (1957)
- Ricky Nelson sur l'album Ricky Nelson (1958)
- The Platters sur l'album Arms Series Volume 2 (1959)
- Sam Cooke sur l'album Hits of the 50’s (1960)
- Buzz Clifford sur l'album Baby sittin' with Buzz Clifford (1961)
- Dionne Warwick sur l'album The Sensitive Sound (en) (1965), puis sur la face B du single La voce del silenzio (1968)
- Sonny & Cher sur l'album Look at us (1965)
- The Righteous Brothers en 1965 (version utilisée dans la BO du film Ghost en 1990)
- The Supremes sur l'album I Hear a Symphony (1966)
- Roy Orbison sur l'album Many Moods (1969)
- Bobby Vinton sur l'album The Love Album (1971)
- Donny Osmond sur l'album A Time For Us (1973)
- Al Green sur l'album Livin' for You (1973)
- Elvis Presley sur l'album Moody Blue (1977)[2]
- Willie Nelson sur l'album Stardust (1978)
- George Benson sur l'album Livin' Inside Your Love (1979)
- Heart sur l'album Greatest Hits/Live (1980)
- Joni Mitchell sur l'album Wild Things Run Fast (1982)
- Karel Gott Lásko en 1984
- Leo Sayer en single (1986)
- Bill Hurley, chanteur des Inmates, en 1986.
- Bill Friselll sur l'album Strange Meeting by Power Tools avec Melvin Gibbs et Ronald Shannon Jackson (Antilles, 1987)
- U2 en face B du single All I Want Is You (1988)
- Air Supply sur l'album News from Nowhere (1995)
- Joe Lynn Turner sur l'album Under Cover (1997)
- Neil Diamond sur l'album The Movie Album: As Time Goes By (1998)
- Gareth Gates sur l'album What My Heart Wants to Say (2002)
- Cyndi Lauper sur l'album At Last (2003)
- Bayhan Gürhan sur l'album Hayal Edemiyorum (2004)
- Johnny Maestro & The Brooklyn Bridge sur l'album Greatest Hits Live (2008)
- Johnny Hallyday en duo avec Joss Stone sur l'album Ça ne finira jamais (2008 - également dans une version franco-anglaise)
- Clay Aiken sur l'album Tried and True (2010)
- Susan Boyle sur l'album Someone to Watch Over Me (2011)
- Glee sur l'album The complete Season 4, par Jake Pusckerman et Ryder Lynn dans l'épisode 15 "Girls (and boys) on film/ comme au cinéma" de la saison 4 (2013)
- Human Nature sur l'album jukebox (2014)

### Adaptations
L'adaptation en français, sous le titre Les enchaînés, a été enregistrée par Mouloudji (1956), Line Renaud (1956), Armand Mestral (1956), Les Chaussettes noires (1962, album Le 2 000 000e disque des Chaussettes Noires), Eva (1965, album Comme les blés), Philippe Laumont (1990), et Johnny Hallyday en duo avec Joss Stone (2008, Les enchaînés-Unchained Melody, sur l'album Ça ne finira jamais).
Bob Asklöf a enregistré une adaptation en suédois, Väntans melodi (1966).
L'adaptation en italien, sous le titre Senza catene, a été enregistrée par Iva Zanicchi (1968, album Unchained Melody (it)) et Farida (1968).